# Yukari Ōshima
Yukari Oshima (大 岛 由 加里), és una actriu i experta en arts marcials japonesa. Va néixer el 31 de juliol de 1967, en Nishi-ku, Fukuoka (Japó). Nascuda Tsumura Yukari (津 村 ゆ か り) de pare japonès empresari de la moda i mare xinesa, Yukari va començar a estudiar Karate Goju-ryu Seigokan (Dojo Ennouji des de Shihan Kasunobu Miki) encara jove.

## Filmografia
- Millionaires' Express (1986)
- Kung Fu Wonder Child (1986)
- Ángel (1986)
- Funny Family (1986)
- A Book of Heroes (1987)
- Brave Young Girls (1988)
- The Outlaw Brothers (1988)
- Midnight Angel (1988)
- Final Run (1989)
- Close Escape (1989)
- Burning Ambition (1989)
- Angel Mission (1989)
- Framed (1989)
- A Punch to Revenge (1989)
- Lucky Seven 2 (1989)
- That's Money (1990)
- Never Say Regret (1990)
- Dreaming the Reality (1991)
- Spiritually a Cop (1991)
- Godfather's Daughter Mafia Blues (1991)
- Lover's Tear (1992)
- Devil's Love (1992)
- Kick Boxer's Tears (1992)
- Hard to Kill (1992)
- Fatal Chase (1992)
- Mission of Justice (1992)
- The Story of the Gun (1992)
- Win Them All (1992)
- Angel of Vengeance (1993)
- Angel Terminators II (1993)
- Ghost's Love (1993)
- Lethal Panther (1993)
- Love to Kill (1993)
- Project S (1993)
- Serious Shock! Yes Madam! (1993)
- Ultracop 2000 (1993)
- Xing Qi Gong Zhi Tan Bi (1993)
- Once Upon a Time in Manila (1994)
- Deadly Target (1994)
- His Way, Her Way, Their Ways! (1994)
- Pintsik (1994)
- 1/3 Lover (1995)
- Drugs Fighters (1995)
- Emergency Call '95 (1995)
- Power Connection (1995)
- Guardian Angel (1996)
- Tapang sa Tapang (1997
- Challenge (1997)
- Super Cops (1997)
- Tiger Angels (1997)
- Vengeance Is Mine (1997)
- Gold Rush (1998)
- The Golden Nightmare (1998)
- Leopard Hunting (1998)
- To Kiss is Fatal (1998)
- Digital Warriors (1999)
- Double Sin (1999)
- It Takes a Thief (1999)
- Legendary Amazons (2011)